# Léider Preciado
Léider Calimenio Preciado Guerrero (Tumaco, 26 febbraio 1977) è un ex calciatore colombiano, di ruolo attaccante.